# Nikos Diplaros
Nikolaos Diplaros, detto Nikos (in greco Νικόλαος "Νίκος" Δίπλαρος?; Patrasso, 28 giugno 1997), è un cestista greco.

## Palmarès
- Campionato greco: 1

Panathīnaïkos: 2020-21
- Coppa di Grecia: 1

Panathīnaïkos: 2020-21
- Campionato bulgaro: 1

Balkan Botevgrad: 2022-23